# Hans Jakob Kruse
Hans Jakob Kruse (* 9. Oktober 1929 in Hohenhorst; † 4. Februar 2014 in Hamburg) war ein deutscher Manager, Politiker der CDU und Mitglied in der Hamburgischen Bürgerschaft.

## Leben und Politik
Nach dem Abitur 1950 an der Ludwig-Meyn-Schule in Uetersen absolvierte Kruse eine kaufmännische Lehre als Schiffsmakler bei der Firma E. A. Mundy in Hamburg. 1964 bis 1967 war er Repräsentant für die HAPAG und den Norddeutschen Lloyd in Australien und Kanada. Von 1973 bis 1993 war er Sprecher des Vorstandes der Hapag-Lloyd. Er war bis zu seinem Tod noch im Beirat des Aufsichtsrates.
Er wurde 1969 in den Vorstand berufen und begleitete maßgeblich die Fusion von Hapag und Norddeutschem Lloyd, die zum 1. September 1970 erfolgte.  Während seiner Zeit im Vorstand wurde Hapag Lloyd zu einer führenden Container-Reederei. Auch den Bereich Touristik, insbesondere die Charter-Fluglinie, baute er aus.
Vom 6. Oktober 1993 bis zur Bürgerschaftswahl 2001 war er Mitglied der Hamburgischen Bürgerschaft. Er saß dort für seine Fraktion als Vorsitzender im Wirtschaftsausschuss.

## Weitere Mitgliedschaften
Kruse war Mitglied des Präsidiums der Internationalen Handelskammer, des Präsidiums des Ostasiatischen Vereins sowie Vorsitzender im Kuratorium des Instituts für Asienkunde.